# Léonce Lagarde
Pour les articles homonymes, voir Lagarde.
Antoine Marie Joseph Léonce Lagarde, né le 10 octobre 1860 à Lempdes-sur-Allagnon (Haute-Loire) et mort le 15 février 1936 à Paris, est un haut fonctionnaire colonial et diplomate français.

## Biographie
Léonce Lagarde est le fils d'Antoine Lagarde (1830-1905), sous-préfet à partir de 1871, puis préfet à partir de 1877 (de Haute-Marne, puis des Bouches-du-Rhône de 1883 à 1886), créé comte romain (de Rouffeyroux). Il épouse Catherine Theologo, née à Marseille, le 25 novembre 1901.
Bachelier ès lettres (1878), il travaille d'abord avec son père, puis au Saint-Siège en août 1881.

### Fonctionnaire colonial

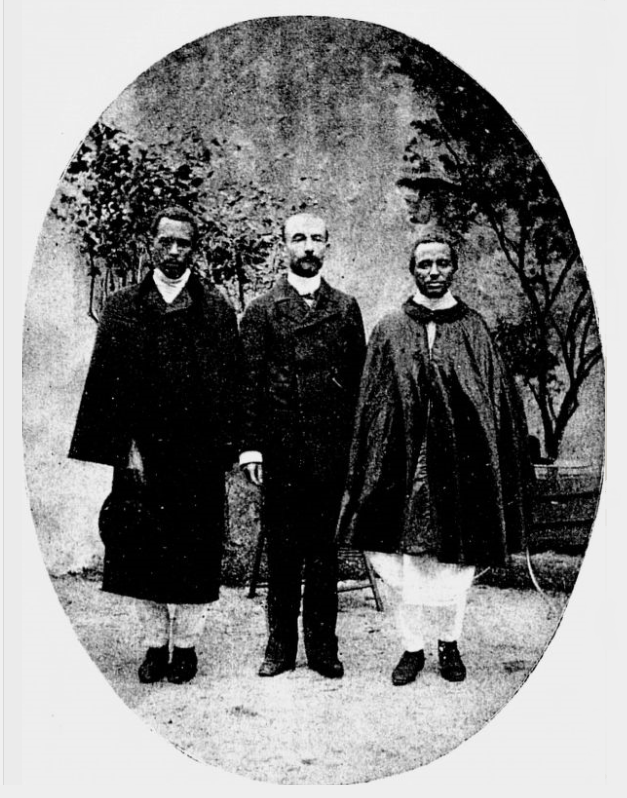
Léonce Lagarde avec deux princes éthiopiens en 1898

En 1882, il devient secrétaire particulier du gouverneur de la Cochinchine. En 1883, il est nommé commandant de cercle au Sénégal, affectation qu'il ne rejoint pas, car il est envoyé comme « commissaire extraordinaire en mission spéciale pour la reconnaissance et la délimitation du territoire d’Obock » le 9 décembre 1883. Il accomplit cette mission à bord de l'Infernet jusqu'en avril 1884. Il est nommé « commandant à Obock » le 24 juin 1884 et prend son poste le 1er août.
Il est nommé, le 7 septembre 1887, gouverneur du Territoire d'Obock et dépendances, puis de la Côte française des Somalis, occupant le poste jusqu'en mars 1899. 
Lagarde étend le territoire de la nouvelle colonie vers le sud du golfe de Tadjoura. Après un accord frontalier avec les Britanniques, la ville portuaire de Djibouti est créée en 1888, et l'administration y est transférée depuis Obock vers 1895. En 1896, la colonie change de nom et devient la Côte française des Somalis. Lagarde occupe en même temps des fonctions consulaires dans la région (« chargé du service politique et consulaire à Zeila et à Harrar »).

### Diplomate
Après la victoire éthiopienne d'Adwa, il est envoyé en mission auprès du negus Menelik II le 24 novembre 1896. Il est ministre plénipotentiaire de France en Éthiopie de 1897 à 1907. Il négocie avec le ras Mekonnen,  en janvier 1897, puis avec Menelik en mars, les premiers accords franco-éthiopiens sur la Côte française des Somalis et le Nil. Il est nommé « duc d'Enttoto » par Menelik en mars 1897.
Au début de la Première Guerre mondiale, en 1914, il est chargé du Service des marins blessés ou prisonniers de guerre. Après la guerre, en 1920, il restera en poste au ministère de la Mer en tant que délégué permanent au Service de la liquidation et des produits des prises de mer.
En 1923, il est le « chef d'orchestre » de l'équipe française soutenant, à Genève, l'adhésion de l'Éthiopie à la Société des Nations. L'année suivante, il contribue à la réussite du voyage officiel en France de celui dont il est le « parrain » : le ras Tafari Makonnen, devenu régent de l'Empire éthiopien et fils du ras Mekonnen.
Léonce Lagarde est admis à la retraite en 1929. Il meurt au Val de Grâce le 15 février 1936.
Plusieurs timbres à son effigie ont été émis en 1938 par la Côte des Somalis, certains surchargés "France Libre" en 1942.